# Guéthary
Guéthary (pronunciato «ghetarì» [geta'ʁi]AFI, in basco: Getaria, dal latino Cetaria, «tonnara») è un comune francese di 1 383 abitanti situato nel dipartimento dei Pirenei Atlantici nella regione della Nuova Aquitania.
La città è orgogliosa di un passato di caccia alle balene; come risulta dallo stemma comunale.

## Lingua

Le labourdin (in giallo), fra i diversi dialetti baschi nell'800 secondo Luigi Luciano Bonaparte.

Secondo la Carte des Sept Provinces Basques dal linguista Luigi Luciano Bonaparte, la lapertera (in francese: le labourdin) è la forma dialettale del basco che si parla a Ghéthary.

## Società

### Evoluzione demografica
Abitanti censiti